# Athlunkard
Athlunkard (irisch Áth Longfoirt) ist ein nordöstlicher Vorort von Limerick in der Grafschaft Clare unweit des Shannon in Irland, in dessen Nähe sich eine frühe Wikingersiedlung befand. Athlunkard bildet gemeinsam mit der Ufersiedlung „Shannon Banks“ eine Vorstadt von Limerick aus modernen Reihenhaussiedlungen, die in den 1960er bis 1990er Jahren entstanden und sich beiderseits der Hauptstraße und dem rechten Flussufer ausdehnen.

## Name
Der Name Athlunkard bezieht sich auf eine Furt (irisch áth) und einen Schiffsanleger (lunkard = longphort), wie er für temporäre Wikingerlager belegt ist. Das Lager wird durch Erdbewegungen gegenüber der Insel im Shannonbogen angezeigt. Weitere irische Plätze werden als longphuirt angesehen – z. B. Dunrally Fort (oder Longphort-Rothlaibh, zerstört 862) im County Laois, Linn Duachaill bei Annagassan im County Louth und Woodstown in der Nähe von Waterford.

## Wikingersiedlung Athlunkard

### Lage
Dieser Platz befindet sich gegenüber der St-Thomas Insel auf einer Uferwiese bei Fairy Hill (Koordinate: 52°41'27" N - 8°36'51" W).

### Beschreibung
Der D-förmige Lagerplatz ist 75 m lang, 30 m breit und von einer geschwungenen Mauer eingefasst. Er liegt auf niedrigem Niveau, an einem Zufluss des Shannon. Hinter der Umwallung befindet sich landseitig ein Sumpf. Im Innern des Platzes ist eine erhöhte ovale Fläche von 20 mal 12,5 m durch Wall und Graben geschützt.
Es wird vermutet, dass das Erdwerk der Rest einer Wintersiedlung der Wikinger ist, die zwischen 840 und 930 n. Chr. gegründet wurde. Ein so genanntes Lax-Weir (Lax ist der nordische Name für Lachs – irisch wäre es Salmon) unterhalb der Insel, das das nordische Wort bewahrt hat, ist Beleg für eine skandinavische Präsenz in dieser Region.

### Hintergrund
Die Wikinger führten in der Mitte des 9. Jahrhunderts Raubzüge entlang des Shannon durch. Sie befestigten einen Platz, am öden Fleck – der übersetzte Ortsname für Limerick – und durchstreiften das Landesinnere auf der Suche nach Beute.
Turgesius (auch Turgeis, Thorgest oder Thorgils genannt) ist eine reale, aber geschichtlich kaum fassbare Gestalt der frühen Wikingerzeit in Irland. Berüchtigt ist sein Vordringen auf dem Shannon und sein Überfall auf das Kloster Clonmacnoise im Jahre 842 sowie auf die nahegelegenen Klöster Clonfert (Cluain Fearta of Breanainn), Terryglas (Tir da Ghlas und Lorrha). Auf einer Insel im Lough Ree (Loch Rihb) nahe Athlone gründete er laut Geoffrey Keating ein Dun. Die Wikingerbasis im Lough Ree wurde 845 gegründet. Der Athlunkard longphort kann aus der Zeit dieser Kampagnen stammen. In Reaktion auf die ständige Bedrohung griff der irische König Brian Ború die Wickingerlager an und sicherte das Land.
Die Bedeutung des Longphort von Athlunkard liegt in der Tatsache, dass außer ihm nur zwei Plätze bekannt sind, die vermutlich ähnliche Funktion hatten: Dunrally im County Laois (die Zerstörung eines Longphort-Rothlaibh wird 862 in den Annalen erwähnt und ist als Dunrally identifiziert worden) und Anagassan im County Louth. Aber keiner hat eine besondere Verbindung mit den Wikingern, außer einer skandinavischen Präsenz in der Region. Michael Gibbons weist darauf hin, dass es noch keine Untersuchung eines Viking longphort gab, und schlägt die Definition „Militärgelände irgendeiner Natur, wahrscheinlich aus der Wikingerzeit oder später“ vor, wobei die Dauer der Anwendung unsicher ist. Er hat daher argumentiert, dass es unklug ist, das Wort als archäologischen Begriff zu verwenden.
Weitere irische Plätze werden als so genannte Longphorts (irisch longphoirt) angesehen sind Linn Duachaill bei Annagassan im County Louth und Woodstown in der Nähe von Waterford.

### Funde
Eiserne Gegenstände aus dem 10. Jahrhundert, eine Pflugschar, eine Speerspitze, ein Speerstück und ein kleiner Ring, wurden auf dem Gelände gefunden. Am gegenüberliegenden Flussufer wurde ein silbernes Gewicht gefunden.

## Sehenswürdigkeiten

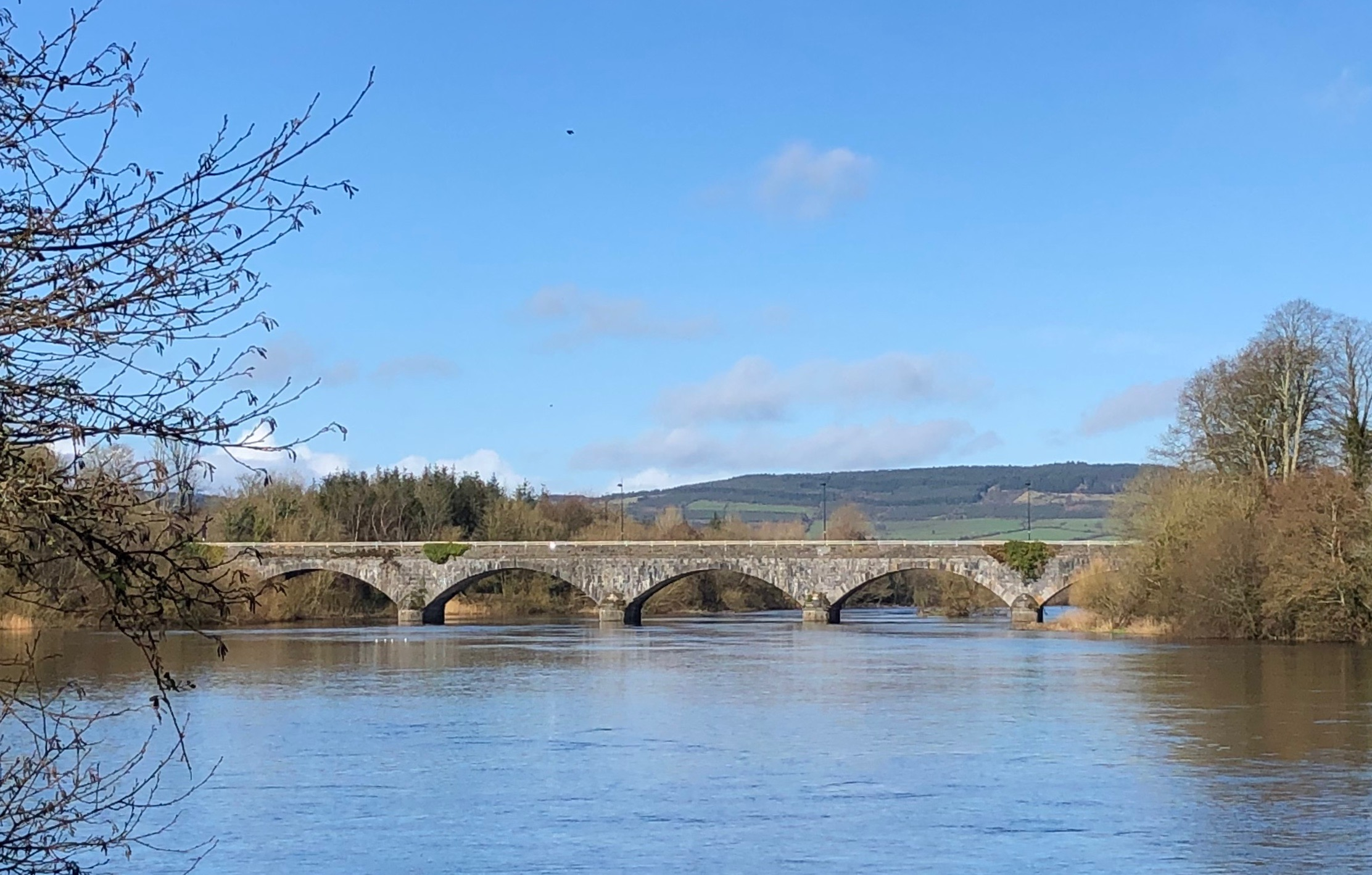
Athlunkard-Brücke

- Die steinerne Athlunkard-Brücke führt über den Fluss Shannon verbindet über die Corbally-Road den Ort mit dem 5 Kilometer entfernten Stadtzentrum von Limerick.
- The Shannon Scheme ist ein Laufwasserkraftwerk und befindet sich etwa 2,5 Kilometer nördlich an einem Zufluss des Shannon.